# Fratticiola Selvatica
Fratticiola Selvatica is een plaats (frazione) in de Italiaanse gemeente Perugia.